# Psychenet
Psychenet – Netz psychische Gesundheit ist ein deutsches Online-Gesundheitsportal, das evidenzbasierte Informationen und Medizinische Entscheidungshilfen zu häufigen psychischen Erkrankungen sowie zu weiteren Themen rund um die psychische Gesundheit anbietet. Betreiber ist das Institut und Poliklinik für Medizinische Psychologie am Universitätsklinikum Hamburg-Eppendorf.

## Inhalte
Psychenet soll insbesondere Betroffenen und Angehörigen von Menschen mit psychischen Erkrankungen/Belastungen einen umfassenden Überblick über psychische Erkrankungen/Beschwerden (z. B. diagnostische Kriterien, Verlauf, Ätiologie) und potenziellen Behandlungsmöglichkeiten (und deren Risiken und Nebenwirkungen) zu bieten.
Mithilfe evidenzbasierter Entscheidungshilfen sollen Patienten in die Lage versetzt werden, eine informierte Entscheidungsbeteiligung im Rahmen ihrer Behandlung ausüben zu können.
Im März 2022 existieren Entscheidungshilfen, Gesundheitsinformationen und/oder Selbsttests zu folgenden Themen: Angststörungen (generalisiert), Bipolare Störungen, Bulimie, Demenz, Depressionen, Magersucht, Panik und Agoraphobie, Psychosen, Posttraumatische Belastungsstörungen, Schlafstörungen, Somatoforme Störungen, Soziale Phobie, Suizidalität, Rückkehr zur Arbeit, Wo soll ich mich behandeln lassen?, Hilfesystem, Schnelle Hilfen, Online-Interventionen.

## Qualitätssicherung
Die Herausgeber von Psychenet legen  das Vorgehen bei Entwicklung und Aktualisierung der der Gesundheitsinformationen und Entscheidungshilfen in einem Methodenreport dar. Durch die Beteiligung am Programm „Verlässliches Gesundheitswissen“ des Deutschen Netzwerks Gesundheitskompetenz erfolgt eine externe Qualitätsprüfung. Akzeptanz und Wirksamkeit von Psychenet werden im Rahmen von wissenschaftlichen Studien untersucht.

## Geschichte
Das Internetportal ist im Rahmen eines vom Bundesministerium für Bildung und Forschung (BMBF) geförderten Projekts zwischen 2011 und 2015 entstanden (psychenet – Hamburger Netz psychische Gesundheit). Die Fortführung und Weiterentwicklung des Internetportals psychenet.de  wurde bzw. wird durch Spenden der Deutschen Gesellschaft für Psychiatrie und Psychotherapie, Psychosomatik und Nervenheilkunde (DGPPN) als Förderer seit 2016 unterstützt. Gleichzeitig wurde das Portal bundesweit ausgerichtet.